# Trattato di pace di Cilicia
Il trattato di pace di Cilicia del 9 marzo 1921 è stato un accordo tra la Francia e il movimento dei Giovani Turchi per porre fine alla guerra franco-turca.
Il trattato aveva come unico obiettivo la fine delle ostilità. I dettagli politici, militari e territoriali saranno fissati con il trattato di Ankara del 20 ottobre 1921.